# Maro Itoje
Oghenemaro Miles Itoje (* 28. října 1994, Londýn) je anglický ragbista hrající na pozici druhořadníka v anglickém klubu Saracens. V letech 2016, 2017 a 2021 byl v nominaci na nejlepšího ragbistu světa.
S anglickou reprezentací vyhrál v letech 2016, 2017 a 2020 Six Nations. Skončil druhý na MS 2019 a třetí na MS 2023. V roce 2017 a 2021 byl součástí Britských a Irských lvů. Na rok 2025 byl zvolen jejich kapitánem. V roce 2014 se stal mistrem světa do dvaceti let jako kapitán. Na Six Nations 2025 byl jmenován kapitánem Anglie.
S klubem Saracens vyhrál pětkrát anglickou ligu (2015, 2016, 2018, 2019, 2023). Třikrát se stal vítězem Evropského poháru mistrů (2016, 2017, 2019). V roce 2016 byl zvolen nejlepším hráčem Evropského poháru mistrů.
Má nigerijské rodiče. Je ze tří dětí.